# 城堡广场 (华沙)
城堡广场（波蘭語：plac Zamkowy w Warszawie）是波兰首都华沙的一个广场，它位于皇家城堡前，是从现代的华沙市中心通往华沙老城的入口。   
广场上的建筑曾毁于第二次世界大战，战后主要建筑得到重建：包含皇家城堡、广场中间的西吉斯蒙德圆柱，周圍的建築群等。 1997年，美国总统比尔·克林顿曾在此发表演讲，並欢迎波兰加入北约。